# Александр Карагеоргиевич (1924—2016)
Принц Алекса́ндр Па́влов Карагео́ргиевич (серб. Александар Павлов Карађорђевић, 13 августа 1924 года, Ричмонд — 12 мая 2016 года, Париж) — принц Югославии и Сербии, сын принца Павла Карагеоргиевича и княгини Греческой и Датской Ольги. Один из четырёх основателей Сербского Конгресса.

## Биография
Принц Александр родился 13 августа 1924 года в Лондоне, став первенцем в семье Принца Павла Карагеоргиевича и его жены княгини Ольги Греческой, родившись через девять месяцев после их свадьбы. Впоследствии семья пополнилась сыном Николаем и дочерью Елизаветой.
До 1941 года семья жила в Белграде, после чего была вынуждена покинуть страну из-за обвинений в коллаборационизме. Сначала они переехали в Африку, затем проживали в Лондоне.
Александр учился в Итонском колледже. В годы Второй Мировой войны вступил в Королевские ВВС Великобритании добровольцем. После войны работал пилотом гражданской авиации, имел 6000 лётных часов. Был менеджером в нескольких компаниях, впоследствии став президентом международной авиакомпании.
В круизе на корабле «Агамемнон» летом 1954 года познакомился с дочерью короля Италии в изгнании, Марией Пией Савойской. Через полгода они поженились. Свадьба состоялась 12 февраля 1955 года в португальском Кашкайше, где проживал Умберто II. У пары родилось четверо детей:
- Димитрий (р. 18 июня 1958), не женат, бездетен;
- Михаил (р. 18 июня 1958), не женат, бездетен;
- Сергий (р. 12 марта 1963), 2 брака, есть внебрачный сын от Кристианы Барруты Галеотти:
  - Умберто Эммануэль Димитрий (р. 03 февраля 2018);
- Елена (р. 12 марта 1963) была замужем за Тьери Гобером, трое детей; с 2018 года замужем за Станисласом Фужероном.
  - Милена (род. 1988)
  - Настасья (род. 1991)
  - Леопольд (род. 1997)

В 1967 году Александр и Мария Пия развелись.
Спустя шесть лет принц Александр женился во второй раз на принцессе Лихтенштейна Барбаре Элеоноре, троюродной сестре Ханса-Адама II (их деды по отцовской линии были родными братьями). Гражданская церемония бракосочетания состоялась 2 ноября 1973 года в Париже. В 1977 году у супругов родился сын Душан (женат на Валерии Демузио).
17 февраля 2008 года Александр обнародовал заявление, в котором осудил провозглашение независимости Республики Косово.
Скончался 12 мая 2016 года в Париже.

## Личный герб
В червлёном с золотою каймою щите серебряный византийский двоеглавый орёл с золотыми и клювами и когтями и языком. На груди орла щит червлёный, разделённый на четыре части серебряным крестом, в каждой из частей по серебряному огниву, повёрнутому к краям щита. Главный щит (с орлом) увенчан королевскою короною. Сень червлёная, с золотою бахромою, подложена горностаем и увенчана королевскою короною.